# Bhatapara
Bhatapara è una suddivisione dell'India, classificata come municipality, di 50.080 abitanti, situata nel distretto di Raipur, nello stato federato del Chhattisgarh. In base al numero di abitanti la città rientra nella classe II (da 50.000 a 99.999 persone).

## Geografia fisica
La città è situata a 21° 43' 60 N e 81° 55' 60 E e ha un'altitudine di 260 m s.l.m..

## Società

### Evoluzione demografica
Al censimento del 2001 la popolazione di Bhatapara assommava a 50.080 persone, delle quali 25.521 maschi e 24.559 femmine. I bambini di età inferiore o uguale ai sei anni assommavano a 7.356, dei quali 3.839 maschi e 3.517 femmine. Infine, coloro che erano in grado di saper almeno leggere e scrivere erano 32.384, dei quali 18.795 maschi e 13.589 femmine.